# 蔵志
『蔵志』（ぞうし）は、江戸時代の医学者、山脇東洋の著した、日本最初の解剖書。

## 概要

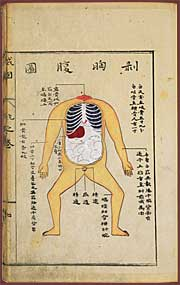
『蔵志』

後藤艮山から臨床重視の古医方を学んだ東洋は、『蔵志』の刊行に先立って、人体と構造が類似すると言われていたカワウソを何匹も解剖するなど、人体の内景に長年疑問を持っていた。1754年（宝暦4年）閏2月、京都所司代の酒井忠用の許可を得て、斬首刑に処せられた屈嘉という名の刑死人を解剖、観察を行い、5年後の1759年（宝暦9年）、山脇はその成果として『蔵志』を発表した。
なお、この刑死人の解剖以降、日本中で人体解剖が行われるようになった。
4葉からなる『蔵志』の観臓図は、刑死人の頭部がなく胴体と四肢のみで、かつやや粗雑ではあるが、日本最初の解剖書として近代医学形成の一端を担った役割は大きく、その価値は高く評価されている。